# Hipoteka morska
Hipoteka morska – ograniczone prawo rzeczowe na statku wpisanym do rejestru okrętowego. Do jej powstania konieczny jest wpis do rejestru okrętowego. Oprócz statku hipoteka morska obciąża również jego przynależności i niektóre wierzytelności powstałe po ustanowieniu hipoteki.
Do hipoteki morskiej stosuje się odpowiednio przepisy o hipotece, mimo że w miejsce zwyczajnego zabezpieczenia hipoteki, co do zasady w postaci nieruchomości lub prawa wymienionego w art. 65 ustawy o księgach wieczystych i hipotece, przedmiotem zabezpieczenia w tym wypadku wyjątkowo jest będący rzeczą ruchomą statek morski, podczas gdy w odniesieniu do wszystkich innych rzeczy ruchomych odpowiednikiem hipoteki jest co do zasady zastaw.